# Vudlik
A Vudlik (eredeti cím: The Woodlies) ausztrál–német–belga televíziós 2D-s számítógépes animációs sorozat, amelyet Alexs Staderman rendezett. A forgatókönyvet Hund Jernx írta, a producerei Siobhan Ní Ghadhra és Barbara Stephens voltak. Magyarországon a Minimax és a Kiwi TV adta.

## Ismertető
A Vudlik apró, mókás, gyors és szőrös kis lények, akik az erdőben élnek. Az erdőt azonban veszélyeztetik az emberek, ezért a Vudlik elhatározzák, hogy megvédik otthonukat. S ez még nem minden, azt is elhatározzák, hogy minden élemet megszereznek az emberektől amit csak tudnak. Ez azonban nehéz feladat ilyen kis lények számára. Két szabályt állítottak maguk elé. Az egyik, hogy „Sose engedd, hogy az emberek meglássanak!”, a másik pedig „Sose engedd, hogy az emberek meglássanak, mikor ellopod ételüket, vagy amikor meghiúsítod fura terveiket.” A kalandok során kiderül, hogy sikerül-e a Vudliknak a terveiket véghezvinniük. A vudlik tudni illik sajnos már csak az Egyesült Államokban élnek a tajgákon ezért védett állat. Ellenségük a gonosz sárgyúrók akik el akarják lopni a sütijüket. Erdőjüket úgy hívják Paradicsompark. Onnan kapta a nevét mert a nyaralók többsége itt táborozott. A leggonoszabb családból tartozó Eins egy lány aki öccsével el akarták kapni a vudlikat. Mia ellensége. Nagy veszélyben forog a vudlik sorsa, de ők képesek a lehetetlenre is. 26 részében követhető történetük. Meglátható ki hogy védi az erdőt. Hiszen a turisták ott egyre kevesebben vannak. Mert Mia nem engedi őket a vudlik miatt. Barátja: Szépszem

## Szójegyzék
A vudlik sok más olyan dolgot nem tudnak mint az emberek, tajgákon élnek és sok lényt máshogy neveznek.
- Laposfej – bagoly
- Csúszóagyar – kígyó
- Rusnya – ember
- Szájbogyó – cumi
- Földevő – munkagép
- Bólogató – tyúk
- Villámló doboz – fényképezőgép
- Görgő doboz – autó

A vudlik kiáltása különleges, ellenségük például egy macska, akit elneveztek Ördögszemnek.
- főhősök: vudlik
- ellenségek: sárgyúrók
- barát: Mia
- sárgyúrók: A sárgyúrók odúja egy rabszolga-kereslet több mint 100 rabszolgát tart Hófarok számításom szerint így szól a lista.
- király: hófarok
- tróntartó: büdösláb, behemót

Tehát megelégelt nép. Őszintén szólva talán Mia megmenti az erdőt. Erről ugyan apjáról nem szól semmit. A nagymamáról majd a szereplők listájáról olvashatsz.

## Szereplők
- Hétpetty – A sütizabáló Vudli. (Magyar hangja: Joó Gábor)
- Tűzhaj – A vörös hajú, nagyra törő vudli. (Magyar hangja: Moser Károly)
- Szépszem – Az három vudli közül, a kedves és csinos lány. (Magyar hangja: Németh Kriszta)
- Hófarok – A vudlik ellensége, a sárgyúrók gonosz vezére, célja hogy a föld összes sütijét megszerezze. (Magyar hangja: Seder Gábor)
- Sárgaláb – (Magyar hangja: Kossuth Gábor)
- Büdösláb – Zöld színű sárgyúró. Sose mos lábat. Hófarok eszközként használja. (Magyar hangja: Stern Dániel)
- Behemót – Hófarkot szolgálja, aki kissé bolondos és szereti a sütit. (Magyar hangja: Gubányi György István)
- Ráncosbőr – A vudlik erdésze, aki bölcs és okos.
- Gyíkép – A paradicsompark polgármestere, aki egy kissé bolondos. A vudlikkal szembe ellenséges.
- Mia – Egy kislány, aki barátkozik a vudlikkal. (Magyar hangja: Kántor Kitty)
- Sarah – Egy kislány, aki Mia unokahúga és szeret rosszalkodni.
- Eins – Egy kislány, aki egy napon táborozik családjával a Vudlik erdőjében és fivérével rosszat csinálnak az erdőben.
- Ördögszem – Mia macskája, aki üldözi a vudlikat.
- Terminátor – Egy kutya, aki minden élőlényre rátámadt a gazdája és a fű kivételével. Gazdája orvvadász.
- Mia apja – Kissé bolondos segítő ember, akit a vudlik sárgalábnak hívnak. Foglalkozása a táborvezetés.
- Nagyi – Aki Mia nagymamája és folyton gyűjti az állatokat.
- szinkronrendező: Szalai Éva

## Epizódok
1. Nyakunkon a Mangák (Ugly Invasion)
2. A nagy sütirablás (The Greatcookie Heist)
3. Az erdőostroma (Stormin' The Fortress)
4. Mobilbaki (Mobile Mirschief)
5. A sütisütő (Lodo Lother)
6. A kockabarlang (Bleck Buster)
7. Hó alatt (Just Say Snow)
8. Cikkpépvilág (Fishskin Wored)
9. Gyógyítsd meg a gyógyítót (Healing The Healer)
10. Epres élvezet (Bag Of Goodies)
11. Vudli maci (Teddy Woodlie)
12. A mókaára (Bitter Treats)
13. Földalatti kaland (Subterranean Blues)
14. Csapdában (Caught In The Trap)
15. Kettős játszma (Dishonour Among Thieves)
16. Béka hopp (Hopping Mad)
17. Erdei kommandó (Going Commando)
18. Rókamóka (Foxy Mumma)
19. Fuss (Run For The Hills)
20. Diótörők (Nutcracker)
21. Az álombot (The Staff Of Dreams)
22. A csirke és a tojás (The Chicken And The Egg)
23. A betolakodó (Four's A Crowd)
24. Mia erdei élménye (Mia's Trek)
25. A fogoly (Cooped Up!)
26. Egységben az erő (Swamp Buddies)